# Masuda Kaneshichi
Masuda Kaneshichi (japanisch 増田 甲子七; geboren 4. Oktober 1898 im Kreis Ost-Chikuma der Präfektur Nagano; gestorben 21. Dezember 1985) war ein japanischer Politiker (LPJ→DLP→[Yoshida-]LP→LDP), 1947 bis 1979 mit Unterbrechungen Mitglied des Repräsentantenhauses aus Nagano und in der Regierung unter anderem Chef des Kabinettssekretariats (1949–50) und der Verteidigungsbehörde (1966–68).

## Leben und Wirken
Masuda Kaneshichi machte 1919 seinen Studienabschluss an der Waseda-Universität. Anschließend studierte er an der Universität Kyōto englisches Recht und machte 1922 dort seinen Abschluss. Anschließend wurde er Mitarbeiter im Innenministerium.
Nach dem Zweiten Weltkrieg wurde Masuda im Oktober 1945 Gouverneur der Präfektur Fukushima und im April Gouverneur von Hokkaidō (bis 1947 noch 北海道庁長官 Hokkaidō-chō chōkan, „Leiter der Hokkaidō-Behörde“ des Innenministeriums). Während seiner Zeit als Gouverneur von Hokkaidō kam es häufig zu Streiks der Kohlearbeiter- und der Staatsbahn-Gewerkschaft, aber er gab nie nach. Diese Haltung erregte die Aufmerksamkeit von Yoshida Shigeru, und so wurde er 1947 Verkehrsminister im 1. Kabinett Yoshida. Im selben Jahr kandidierte er für die LPJ Liberale Partei Japans bei den 23. Repräsentantenhauswahlen im damaligen SNTV-Dreimandatswahlkreis Nagano 4 und wurde mit dem höchsten Stimmenanteil gewählt. Danach gewann er 10 Mal die Wahl; nur 1955 und 1972 wurde er abgewählt. Im 2. Kabinett Yoshida war er Arbeitsminister, im 3. Kabinett Bauminister und Chefkabinettssekretär. 1951 wurde er Generalsekretär der Liberalen Partei und verhandelte mit der Opposition über den Friedensvertrag von San Francisco.
Masuda trat der Liberaldemokratischen Partei bei. 1966 wurde er im 1. Satō-Kabinett Chef der Verteidigungsbehörde. Als am Vorabend der „Shinjuku-Unruhen“ im Jahr 1968 radikale Studenten die Verteidigungsbehörde angriffen, befahl er der Hauptkaserne, sich bewaffnet auf Störungen vorzubereiten. 1979 zog er sich aus der Politik zurück.
Sowohl er selbst als auch andere seiner Generation wurden „Die Charakterfesten der Meiji-Zeit“ (明治の硬骨漢, Meiji no kōkotsukan) genannt. Masuda starb, als er seine Frau in seinem in Brand geratenen Haus suchte. Ein Jahr zuvor hatte die Zeitung Mainichi Shimbun seine Memoiren unter dem Titel „Masuda Kaneshichi-Erinnerungen – Die Yoshida-Zeit und ich“ (増田甲子七回想録 吉田時代と私) veröffentlicht.